# Jan Zwart
Jan Zwart (Zaandam, 20 augustus 1877 - aldaar, 13 juli 1937) was een Nederlands organist, koordirigent en componist en een leerling van H. van Eyk, Gerard Bartus van Krieken en Hendrik de Vries.

## Biografie

### Loopbaan
Hij werd geboren in 1877 in Zaandam. In 1882 verhuisde hij met zijn ouders naar Rotterdam. Al vroeg bleek zijn aanleg voor orgelmuziek. Hij kreeg les van H. van Eijk, G. B. van Krieken en Hendrik de Vries. Als organist begon hij in 1893 in de Gereformeerde kerk aan de Westzeedijk. In 1895 kreeg hij een benoeming van de Nederlands Hervormde Kerk te Capelle aan den IJssel. In 1898 werd hij in dezelfde functie benoemd bij de Hersteld Evangelisch-Lutherse Kerk te Amsterdam. Bij zijn benoeming daar liet hij grote andere organisten als Cornelis de Wolf, latere winnaar van de Prix de Excellence, en H. F. Bos, latere organist van de Domkerk in Utrecht, achter zich. Een ouder jurylid, de bijna 80-jarige G. A. Heinze, riep tijdens zijn spel zijn medejuryleden toe: 'ein Naturmusiker'. Unaniem werd hij door de jury gekozen. Hier begon hij in de mobilisatietijd van 1914 zijn wekelijkse orgelbespelingen. Daarbij ging het om het orgelspel zelf en niet meer om begeleiding van bijvoorbeeld een kerkdienst of een solist. 
Na 1919 speelde hij ook in plaatsen als Alkmaar, Deventer en Zutphen om het orgel meer bekendheid te geven. 
Jan Zwart was de eerste Nederlandse organist die voor de radio speelde. Door zijn periodieke radio-uitzendingen heeft hij een groot publiek weten te boeien en interesse voor het kerkorgel weten te wekken. Hij was ook een kundig pedagoog en orgelhistoricus. Een van zijn bekendste leerlingen was Feike Asma. Van Jan Zwarts hand verschenen vele artikelen over de Oud-Nederlandse orgelhistorie. Zo wist hij hernieuwd de interesse te wekken voor bijvoorbeeld de orgelmuziek van Jan Pieterszoon Sweelinck. Jan Zwart componeerde zelf ook orgelmuziek, die geliefd was onder de orthodox protestantse groeperingen. In 1917 begon hij aan de uitgave van "Nederlandse Orgelmuziek". Ook was hij de initiator van Nederlandse Orgeldagen waarin de geschiedenis van de instrumenten, de orgelmuziek en de bespelers centraal stonden.

### Nagedachtenis
Na zijn dood is er rond de persoon en zijn muziek een ware cultus ontstaan (een hype die sommigen vergelijken met de sektarische Wagnerverering aan het einde van de negentiende eeuw en het begin van de twintigste eeuw).

## Persoonlijk
Jan Zwart werd geboren binnen het koopmansgezin van Stoffel Zwart en Christina Bot. Hij trouwde in 1909 met zijn nicht Catharina Zwart. Verschillende zonen uit dat huwelijk, Dirk Jansz. Zwart (1917-2002), Jaap Zwart, Piet Zwart en Willem Hendrik Zwart (1925-1997), gingen ook de muziek in; een van de dochters, Christina, trouwde met organist en Zwarts leerling Willem Mudde. Ook onder de kleinkinderen bevindt zich een aantal, die zich binnen de muziekwereld bewegen: Everhard Zwart (1958), Dirk Zwart (1962), Boudewijn Zwart (1962), Jan Quintus Zwart en Jaap Zwart jr (1955). Kleinzoon Frits Zwart (1954) is musicoloog.
- Bibliothèque nationale de France: cb16164449t (data)
- Biografisch Portaal: 46194854
- Gemeinsame Normdatei: 1030241007
- International Standard Name Identifier: 0000 0001 0653 7931
- Library of Congress Control Number: n79021512
- MusicBrainz: 8b6b72dc-e7e6-40e2-8427-c71d82638d4a
- Nationale Bibliotheek van Tsjechië: mzk2010607810
- Nederlandse Thesaurus van Auteursnamen: 06841286X
- Système universitaire de documentation: 161680356
- Virtual International Authority File: 35725488
- WorldCat: E39PBJjXkcMT4kCBjhgfQVKGHC